# Lisa Marie Abato
Lisa Marie Abato (Long Island, 23 de diciembre de 1966), más conocida por su nombre artístico Holly Ryder, es una ex actriz pornográfica y posterior activista antipornográfica estadounidense.

## Carrera
Comenzó en la industria pornográfica en el año 1990, cuando contaba con 24 años. Llegó a rodar producciones para estudios como Arrow/AFV, Soho, Metro, Gourmet/GVC, Moonlight, Leisure Time, Filmco, Caballero Home Video, Coast To Coast, Odyssey, Fat Dog, Sin City, VCA Pictures, Elegant Angel, Vivid o Intropics Video, entre otros.
Durante comienzos de la década de 1990, en el momento en el que comenzó a difundirse por Estados Unidos el Sida, y se contaron casos entre actores de la industria, Abato se alejó de la pornografía tradicional y se dedicó a películas especializadas, que no requerían relaciones sexuales, incluidas las películas de corte BDSM. Llegó a participar en el Campeonato de Boxeo de Video para Adultos en octubre de 1992, luchando contra Laurie Pike. Pese a que en diciembre de 1992 decidió retirarse, se mantuvo en activa periódicamente hasta 1998.
Después de jubilarse, fundó la Fundación Holly Ryder, una organización que financiaba la investigación sobre los fugitivos. En 1993, la organización donó 250 000 dólares a la Universidad de California en Los Ángeles para investigar a los fugitivos en la industria del sexo. Abato también se convirtió en un activista contra la pornografía, definiendo la industria como un delito vinculado al tráfico de drogas y el lavado de dinero. Creó un comité de acción política, la Comisión Holly Ryder, con el objetivo de acabar con la industria de la pornografía en California. Comenzó a recolectar firmas para una medida electoral, la de prohibir la venta de pornografía en California y cambiar la definición de películas pornográficas a formas de prostitución, que ella quería que apareciera en la boleta electoral para las elecciones de noviembre de 1994. Los esfuerzos de Abato se opusieron a los defensores de la libertad de expresión. Ella financió sus esfuerzos con una herencia de su abuela.
En 1993 comenzó estudios para llegar a ser corredora de bolsa.
Llegó a rodar como actriz, durante su actividad en la industria, un total de 181 películas, destacando entre ellas Adventures of Buttgirl and Wonder Wench, Anal Addiction 3, Backdoor to Harley-Wood 2, California Taxi Girls, Control Issues, Girl's Affair, Halloweenie, Letters From the Heart, Newcummers, Opening Night, Rockhard Files, Sex Nurses o Taboo 9.